# تكتر
تكتر: هو اسم العلامة التجارية لمجموعة من آلات التذاكر الإلكترونية التي تقدمها شركة كورفيا لايتد البريطانية، لاستخدامها بشكل أساسي في الحافلات. النظام «المبتكر» القائم على السحابة، الذي تم تسويقه لأول مرة على نطاق صغير في عام 2008، تطور منذ ذلك الحين ليصبح منافسًا لأنظمة إصدار التذاكر الرئيسية الثلاثة التي تستخدمها شركات الحافلات في جميع أنحاء بريطانيا.

## التاريخ والتنمية
جرى تطوير تكتر في منتصف عام 2000، من قبل موظفين سابقين في أنظمة عبور المسافر (ويفارير)، وهي المورد الرئيسي لأنظمة تحصيل أجرة النقل العام. تعاملت الشركة التي أنشأوها مع مشغلي حافلات صغيرة ومستقلة، استخدم العديد منها أجهزة (ويفارير) ولكنها أرادت نظامًا أبسط تسهل ترقيته وتكوينه داخليًا. بالشراكة مع مطور تطبيقات الهاتف المحمول، أنشأت الشركة نموذجًا أوليًا يتكون من طابعة حرارية، وكمبيوتر محمول يعمل على نظام أندرويد الأساسي. جرب المشغل المستقل حافلات كورتني هذا النظام خلال عامي 2007، و 2008، ثم تم تصميم نسخة معدلة، وعرضها للبيع تحت العلامة التجارية تكتر. في عام 2009، اشترت الشركة المشكّلة حديثًا كورفيا لايتد حقوق النظام، وبدأت في تسويقه على نطاق واسع، لا سيما لمشغلي الحافلات المستقلين.

## السمات
هناك ثلاثة أجزاء في أجهزة نظام تكتر. كلها منتجات عامة «جاهزة للاستخدام» ويمكن استبدالها بشكل فردي إذا لزم الأمر. يشكل الكمبيوتر المحمول المتين الذي يعمل باللمس والمزود بإشارة جي بي إس مدمجة وحدة التحكم، ويتصل بطابعة حرارية، تم تركيب قارئ البطاقات الذكية المتوافق مع سيارات أتوس إلى جانب هذا. يعني نظام تحديد المواقع العالمي (جي بي إس) المدمج أن آلات التذاكر تعمل كجهاز تتبع، وتتصل مرة أخرى بالمكتب عبر (جي بي آر إس).
تقوم كورفيا بترخيص نظام تكتر لكل آلة، ما يسمح بعدد غير محدود من الاستخدامات المتزامنة لماكينة التذاكر. لا تتطلب التذكرة بنية تحتية للتشغيل، بدلاً من ذلك، يتم تشغيله كبرنامج قائم على السحابة كخدمة (ساس). تطلبت أنظمة إصدار التذاكر القديمة إعادة الأجهزة إلى مستودع لنقل البيانات - إما لاسلكيًا عبر شبكة محلية، أو ماديًا باستخدام وحدة خارجية يتم لحم الجهاز بها.
يمكن أيضًا إرسال الرسائل بين السائق، والمستودع عبر آلة التذاكر، ويمكن تغيير الأسعار بسهولة من خلال بوابة إلكترونية. تتم جميع إعدادات الأسعار، وبيانات المسار، والميزات الرسومية على التذاكر (مثل شعارات المشغل، والإعلانات المخصصة، وهي ميزة جرى تطويرها في عام 2017) من خلال واجهة آمنة قائمة على الويب يمكن الوصول إليها من خلال أي جهاز مع إمكانية الوصول عبر الإنترنت. يتم تنزيل التحديثات على الأجهزة في الوقت الفعلي عبر (جي بي آر إس).
منذ أوائل عام 2017، دعمت تكتر بشكل كامل الدفع بدون تلامس، واستُخدمت في الحافلات من أجل إدخال مثل هذه التكنولوجيا. يجمع النظام هذه المدفوعات من عميل واحد في معاملة واحدة كبيرة، ما يقلل من الرسوم المستلمة عند التعامل مع مدفوعات البطاقة.  في نفس الوقت تقريبًا، تم تقديم ماسحات ضوئية منفصلة للرموز الشريطية ثنائية الأبعاد، ويمكن إضافتها إلى النظام، وبدأت طباعة الرموز الشريطية على أنواع معينة من التذاكر.

## منتجات
هناك أربعة أنواع من آلات بيع التذاكر تُباع تحت العلامة التجارية تكتر، مع تصميمات أجهزة مختلفة لأغراض مختلفة. يتم تصنيع جميع الأجهزة في المملكة المتحدة، كما تم تطوير البرنامج أيضًا في المملكة المتحدة. تتشابه التذاكر العائدة إلى النظام نفسه. تُعزى معظم الاختلافات إلى الطابعات المختلفة المستخدمة.

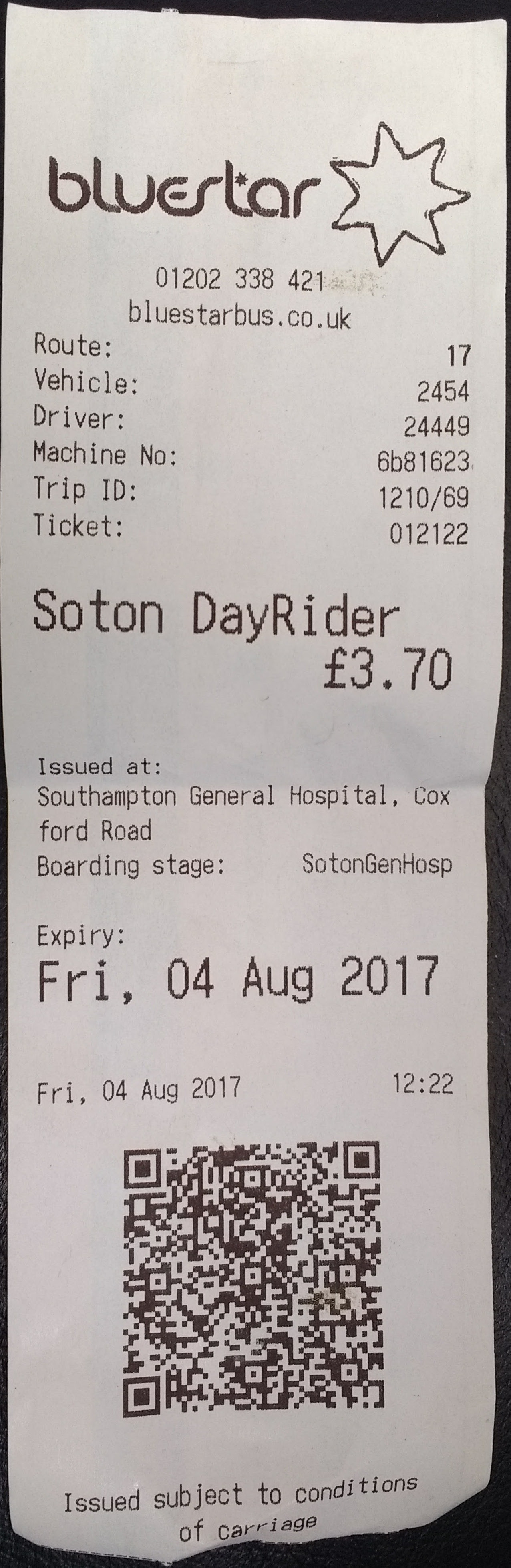
صورة لتذكرة حافلة صادرة من آلة التذاكر الكبيرة على متن حافلة بلوستار. لاحظ رمز الاستجابة السريعة في الجزء السفلي، والذي يسمح بالتحقق الرقمي من صلاحية التذكرة وليس فقط من قبل السائق.

### تكتر الكبيرة
تُعد آلة التذاكر «الأكثر شعبية»، تكتر الكبيرة، مصممة للطرق الحضرية المزدحمة. إنه حل نقطة ثابتة، مع قارئ بطاقات ذكية متوافق مع سيارات أتوس، وطابعة، وآلة نقاط بيع إلكترونية. كان هذا هو نظام تكتر الأصلي، تم تطوير الآلات الثلاث الأخرى، والتي تختلف فقط في أجهزتها، بواسطة كورفيا بناءً على طلب مشغلي الحافلات الذين لديهم متطلبات خاصة.

### ضغط التذاكر
تم تصميم نسخة أصغر من النظام الكبير، تكتر المدمجة، للحافلات حيث ينزل الركاب بعيدًا عن السائق. الطابعة أصغر حجمًا، وقارئ البطاقات مثبت فوقها. لا يوجد قارئ رمز الاستجابة السريعة. يتم استخدامه خصوصًا من قبل مشغلي «حافلات المجتمع» الذين يستخدمون المركبات الصغيرة ذات التصميمات الداخلية غير القياسية.

### محمول باليد أي تي إم
جرى إطلاق آلة محمولة بالكامل تسمى «أي تي إم محمول باليد» في عام 2014. وهو حل شامل مصمم للحالات التي لا يمكن فيها استخدام الآلات الثابتة، مع الوظيفة نفسها. يتم تثبيت وحدة التحكم، والطابعة، وقارئ البطاقات معًا في حقيبة محمولة يمكن أيضًا تثبيتها داخل ناقل إذا لزم الأمر. يشمل المستخدمون مشغلي الخدمات العرضية، أو المسارات التي نادرًا ما يتم إصدار التذاكر عليها (مثل الحافلات المدرسية).

### تكتر في حقيبة
هذا مطابق لـ تكتر الكبير، ولكن يتم تثبيته على جانب علبة من الفولاذ المقاوم للصدأ، ويمكن تشغيله بواسطة مصدر طاقة رئيسي. وهو مصمم للحلول شبه المتنقلة، مثل الأماكن التي قد تحتاج إلى استخدام آلة خارج الحافلة.

## الاستعمال
حتى إطلاق تكتر، استخدمت معظم شركات الحافلات آلات التذاكر من واحدة من ثلاث شركات منافسة نظام ألكس التابع لشركة مجموعة مترك ليتد، ونظام ويفارير الخاص بشركة باركينو، ونظام فكس-ايرج الخاص بشركة فكس-تكنولجي. كان معظم المستخدمين الأوائل من المشغلين المستقلين الصغار وشركات الحافلات المملوكة للبلديات، ولكن تقديم الطلبات في أوائل عام 2017، من قبل شركة أكسفورد للحافلات وشركة فيرست كلاس كوري يشير إلى أن مجموعات النقل الكبيرة مثل مجموعة فيرست، ومجموعة كوهيد قد تعتمد تكتر على نطاق أوسع. تم اعتمادها أيضًا من قبل شركة أكسفورد للحافلات (التي تضمن طلبها محطة أي تي إم محمول باليد للاستخدام في محطة حافلات كلاوزستر الخضراء في أكسفورد)، والتايمز للسفر في أواخر مارس 2017، واعتمدتها أقسام مجموعة فيرست إبيردن، وهامبشاير، ودورست في وقت مبكر أبريل 2017، وأواخر يوليو 2017، على التوالي. أكملت المجموعة الأولية تنفيذ آلات تكتر في عام 2018. وفي عام 2019، أكملت أرايفا طرحها لآلة تكتر القياسية، جنبًا إلى جنب مع جميع مجموعات كوهيد غير التابعة للندن.

## مشاكل
في حالة حافلات القراءة، كان لا بد من إعادة إصدار 11500 بطاقة ذكية مسبقة الدفع حتى يتمكنوا من العمل مع تكتر.